# 21670 Куан
21670 Куан (21670 Kuan) — астероїд головного поясу, відкритий 7 вересня 1999 року.
Тіссеранів параметр щодо Юпітера — 3,600.